# Vorderer Plattenkogel
Le Vorderer Plattenkogel est une montagne qui s’élève à 2 672 m d’altitude dans les Hohe Tauern, en Autriche.